# Il guerriero del ring
Il guerriero del ring (Body and Soul) è un film del 1981 diretto da George Bowers, remake della pellicola Anima e corpo del 1947.

## Trama
Un giovane pugile lotta per diventare un campione, tuttavia una volta raggiunto il successo perde di vista ciò che è veramente importante nella vita e solo l'amore della sua fidanzata lo farà tornare sulla retta via.